# قصر المشتی
قصر المَشتی (به معنی: کاخ زمستانه) کاخی است در اردن از دوره امویان که به فرمان خلیفه اموی، ولید دوم برای اقامت زمستانی بنا شد. ساخت این کاخ هیچگاه به پایان نرسید و امروزه ویرانه‌هایی از آن به‌جا مانده است.
ویرانه‌های قصر المشتی در ۳۰ کیلومتری جنوب شهر امان، پایتخت اردن، و در شمال فرودگاه بین‌المللی ملکه علیا قرار گرفته و بخشی از یک رشته کاخ و کاروان‌سرا در منطقه است که در اردن به نام «کاخ‌های بیابان» مشهورند.
جالب‌ترین بخش‌های بنا و نمای این کاخ از این محل به برلین در آلمان برده شده و در موزه پرگامون این شهر قابل بازدید هستند.